# ブラウン・シュガー (曲)
「ブラウン・シュガー」(Brown Sugar)は、ローリング・ストーンズのシングル。印象的なギター・リフを持つ楽曲である。アメリカでは2週連続1位を獲得し、後に収録されるアルバム『スティッキー・フィンガーズ』のオープニング・チューンである。『ローリング・ストーン(Rolling Stone)』誌が選んだ「オールタイム・グレイテスト・ソング500」と「オールタイム・グレイテスト・ギター・ソングス100」に於いて、それぞれ495位と5位にランクイン。

## 解説
「ブラウン・シュガー」とは、英俗語で”精製されていないヘロイン”を指す隠語である。黒人奴隷制度やSM、異人種間セックス、そして前述のヘロインと非常に猥雑な内容の歌詞である。
非常に特徴的、かつ有名なギター・リフで始まる印象的なナンバーである。1970年代を迎えて最初に発表した楽曲で、「ローリング・ストーンズ・レコード」からの第一弾アルバム『スティッキー・フィンガーズ』からシングル・カットされた。同アルバムにはグラム・パーソンズに捧げられた「ワイルド・ホーシズ」などの佳曲も収録されている。ブラウン・シュガーは、他にも多くのコンピレーション・アルバム、ベスト・アルバムに収録され、『ラヴ・ユー・ライヴ』、『フラッシュポイント』、『ライヴ・リックス』、『シャイン・ア・ライト』といったライブ・アルバムにも収録されている。なお、収録された『スティッキー・フィンガーズ』はこの楽曲の大ヒットと連動して、アメリカでは少なくとも300万枚以上のセールスを上げている。
制作者の一人ミック・ジャガーは「ほぼ作詞とリフは自身によるもの」という。ただし、もう一方の制作者であるキース・リチャーズは「あのリフはレコーディングの前と後とでは全く別物になった」という。発表以降、リフを演奏するキースの特徴的なギター奏法は以後トレードマークになっていった。また、間奏部分にボビー・キーズのサックス・ソロが演奏されていることも、大きな特徴の一つである。1971年に、イギリスで行ったフェアウェル・ツアーで披露されて以降、ほぼ毎回レパートリーに加えられる人気曲となった。
またエンディングの叫びが「Yeah」のものと、「Alright」のものがあり、前者は『スティッキー・フィンガーズ』をはじめとする多くのアルバムに収録されて一般的だが、後者はシングルなど限られた盤にしか収録されていない。キースがリードヴォーカルを取ったものも録音されたことがあるが、未発表。
ストーンズが自身のレーベルを設立する際にアブコ・レコードからの離脱が必要になる為、両者の話し合いの元、この曲と「ワイルド・ホース」に関する権利をストーンズ側と共有することになり、アブコによって編纂されるコンピレーション・アルバム（例『ホット・ロックス』など）に収録されることもある。
2015年、エリック・クラプトンのスライドヴァージョンがリリースされた。これは1970年、キース・リチャーズの誕生会で、クラプトンの即興演奏をキースが自宅録音したテープによるもの。
2021年、奴隷制などに言及する歌詞などを原因として、ライブのセットリストから外された。